# 盤珠祁
盘珠祁（1884年—1984年10月5日），字斗寅，广西省容县灵山乡六图村人。中国教育家。

## 生平
盘珠祁是清朝秀才。1902年至1908年，先后入梧州府学、容县的珊萃学校、上海的中国公学学习。1909年冬，赴美国留学，入伟士根新大学学习农科。1914年毕业。1915年获得农科硕士学位，同年归国。1916年，在广西南宁开办了农业试验场及农业学校。
1921年夏，盘珠祁任广西政府参议兼实业科长、教育科长。1922年，盘珠祁在南京出任国立东南大学教授兼江苏省立第一农业学校教务主任，任职不到半年，便同马君武代表广西当局赴北京见孙中山，汇报了统一广西的情况。此后，盘珠祁留在北京从事教学工作。1926年春，盘珠祁回到广西任广西省建设厅厅长。不久，兼任广西省教育厅厅长。1927年夏，盘珠祁任广西大学筹备委员。1928年初，盘珠祁任中国国民党广西省党部执行委员兼青年部部长。同年夏，盘珠祁赴欧美考察实业教育。1929年秋，盘珠祁回国，任省立广西大学副校长，复任广西省教育厅厅长。
1933年，盘珠祁赴苏联考察，1934年归国。1936年，盘珠祁在南京任立法院立法委员。1937年上海八一三事变爆发后，盘珠祁回到家乡容县闲居。1946年秋，盘珠祁任救济总署广西省救济分署审议委员会委员。1949年春，任国立广西大学校长。
中华人民共和国成立后，1951年春，盘珠祁任梧州区土地改革委员会副主任兼容县土地改革委员会委员。不久，盘珠祁到北京的中央人民政府农业部从事科研及教育工作。后来出任中央文史研究馆馆员。
1984年10月5日，盘珠祁在北京逝世。享年100岁。

## 著作
- 《游俄纪要》